# Milan (Ohio)
Milan [ˈmaɪlɪn] è un comune degli Stati Uniti d'America, nella contea di Erie nello Stato dell'Ohio. Nel 2000 contava 1.445 abitanti passati a 1.354 nel 2007.
Milan è famosa per aver dato i natali, l'11 febbraio 1847, a Thomas Edison, famoso inventore statunitense di origini olandesi, che visse  qui per i suoi primi 7 anni, fino a quando la sua famiglia si trasferì poi a Port Huron in Michigan.